# The Celluloid Closet
The Celluloid Closet és una pel·lícula nord-americana del 1995, del gènere documental, dirigida i escrita per Rob Epstein i Jeffrey Friedman, basada en el llibre homònim del 1981, de Vito Russo, que va investigar pel·lícules que retrataven personatges gais, lèsbics, bisexuals i transgènere.
El nom del documental fa al·lusió a l'expressió "sortir de l'armari" -l'acte d'assumir l'homosexualitat- i el seu contingut es dedica a explorar les pel·lícules produïdes durant el període de censura a Hollywood, durant l'anomenat Codi Hays (en què aparegueren personatges implícitament homosexuals i també els cruels estereotips) fins als progressos conquerits en la dècada dels 1990.
Amb l'objectiu d'aconseguir aquest propòsit, s'hi enllacen hàbilment fets històrics per mitjà de la narració de Lily Tomlin. La narrativa s'enriqueix amb la inclusió d'escenes d'un gran nombre de pel·lícules i testimoniatges de cineastes, guionistes i estreles com ara Tom Hanks, Susan Sarandon, Tony Curtis, John Schlesinger i Gore Vidal. Aquests artistes comenten passatges de les pel·lícules i les seues experiències personals respecte a com actuar amb i com a personatges LGBT.
El documental es va exhibir en alguns cinemes dels Estats Units. Al Brasil, s'exhibí després d'acabar el Festival de Rio, el 1996. El 2005 es va exhibir pel canal GNT, la setmana en què es realitzava la Marxa de l'Orgull Gai, a São Paulo.
Vito Russo va voler transformar el llibre en un documental i n'ajudà en el projecte fins a la seua mort, el 1990. Molts crítics van notar que el to donat a la pel·lícula era menys polític que en el llibre i contenia més optimisme. Russo volia així entretenir i reflectir els canvis positius que havien ocorregut en la dècada dels 1990.

## Producció
Vito Russo aborda Rob Epstein sobre la idea de fer una versió cinematogràfica de The Celluloid Closet i escriu una proposta per al llargmetratge el 1986. Tanmateix, fou després de la mort de Vito Russo, el 1990, que Epstein i Friedman comencen a progressar en el projecte. Després de la mort de Russo, el canal Channel 4 d'Anglaterra abordà els cineastes sobre la pel·lícula i va oferir finançament per a escriure un tractament "i, el més important, determinar si seria possible obtenir els trams de pel·lícules dels estudis."
Després de treballar en el projecte durant anys, la captació de recursos n'era el major obstacle. Lily Tomlin, l'actriu que narrava la pel·lícula, feu una campanya de recaptació de fons pel correu en homenatge a Vito Russo. Ella també dirigí un esdeveniment per recaptar diners al Castro Theatre, que comptà amb Robin Williams, Harvey Fierstein i l'estrela drag queen Lypsinka. Steve Tisch, James Hormel i Hugh Hefner van oferir "suport significatiu" i els cineastes començaren a rebre finançament de fundacions, com ara Paul Robeson Fund, el California Council for the Humanities i el Chicago Resource Center.
La televisió europea tornà a tenir un paper important en el finançament del projecte, quan la ZDF/art s'hi involucrà, però fou només quan els cineastes es posaren en contacte amb la HBO que van començar-ne la producció. El maig del 1994, "Lily Tomlin es posà en contacte amb Michael Fuchs, president de la HBO, en nom del projecte. Epstein, Friedman, Tomlin i Rosenman volaren a Nova York per a una reunió amb Fuchs i la vicepresidenta de la HBO, Sheila Nevins. La HBO es comprometé a aportar-ne la resta del pressupost."

## Impacte
El llibre The Celluloid Closet tingué com a antecessors Screening the Sexes del 1972, de Parker Tyler, i Gays and Film del 1977, de Richard Dyer, que també explora contingut i personatges LGBT en pel·lícules.
La pel·lícula va eixir en un moment dramàtic en la història LGBT, quan Bill Clinton fou elegit president com el primer candidat presidencial d'un partit amb poder a prometre obertament vots gais. Tanmateix, el moviment va enfrontar un gran revés públic quan la política Don't Ask, don't Tell fou aprovada. En resposta a aquests obstacles, el moviment de drets LGBT es va centrar com més anava més en el mitjà de comunicació, en percebre que les imatges projectades al món afectaven negativament l'homosexualitat. El 1994, l'Aliança Gai i Lèsbica Contra la Difamació es formà com una organització nacional.The Celluloid Closet va eixir el 1996, mentre creixien les marxes i protestes contra la representació homosexual en el cinema i en la televisió creixien. 
"Unes protestes s'han dirigit específicament cap a algunes de les més prestigioses pel·lícules de Hollywood, incloent-hi El silenci dels anyells, que presenta un travesti embogit que mata i espella dones, i JFK, que té una escena en què uns homosexuals suposadament conspiradors en l'assassinat de Kennedy s'involucren en jocs i diversions sadomasoquistes". L'article citat presenta una entrevista amb Kate Sorensen, membre de la Queer Nation, una organització que ajudà a organitzar les protestes: "Cada personatge lèsbic i bisexual en aquestes pel·lícules és acusat de ser un assassí psicòtic ... I la xiqueta mai no roman amb la xiqueta. Estic cansada d'això." Els activistes gais de tot l'estat atacaren pel·lícules com aquestes, en què el personatge homosexual és retratat com un assassí eròtic repugnant.
Es creia que aquestes representacions reflectien "una por perversa a la sida o a la creixent intolerància, que provocà un augment en crims d'odi de tota mena. Així i tot, el tractament de Hollywood als gais no hi va ajudar. Amb poques excepcions, els personatges homosexuals en les pel·lícules són atrotinats, fan por o són caricatures extravagants". El llançament de The Celluloid Closet matisà més encara la manera distorsionada com els homosexuals havien estat retratats al llarg de la història. Abordant qüestions específiques pertinents de l'època, Vito Russo exposa l'existència d'homosexuals a Hollywood, així com l'homofòbia descontrolada que obliga a tancar-se l'homosexualitat a l'armari.
"Essencialment, Vito Russo va fer per al cinema el que la ACT UP feu per a conscienciar sobre la sida... va obrir un món i una cultura que quasi mai havia estat discutida abans, sota qualssevol circumstàncies, i n'hi exposà prejudicis i ferides". La pel·lícula incentivà la necessitat de representacions positives d'homosexuals. L'Aliança Gay i Lèsbica Contra la Difamació feu seminaris per a l'equip de Columbia Pictures i de Carolco. A més a més, es va fundar la Hollywood Supports, una organització de serveis amb la missió de combatre la fòbia a la sida i l'homofòbia en la indústria de l'oci.

## Premis i homenatges
The Celluloid Closet rebé el Premi Vito Russo Award de la Gay and Lesbian Alliance Against Defamation (GLAAD) el 1996. Aquest premi es concedeix a persones obertament gais o lèsbiques de la indústria cinematogràfica de Hollywood que promouen la lluita contra l'homofòbia. El premi es creà després de la mort de Vito Russo, en homenatge a l'activista i autor de l'assaig que n'inspirà el documental.
A més a més, la pel·lícula rebé quatre nominacions al Premi Emmy el 1996, en les categories de Realització Individual Notable en Programació Informativa per edició, enregistrament de so i direcció de fotografia. També fou nominada en la categoria d'Especial Informatiu Notable. A més a més, la pel·lícula va rebre el Premi Peabody i fou reconeguda en el Festival de Cinema de Sundance del 1996, en rebre el premi de Llibertat d'Expressió.
La pel·lícula també fou nominada per al Premi Truer Than Fiction en els 12 Premis Independent Spirit Awards.

## Mitjans de comunicació físics
El 2001, l'edició en DVD inclou comentaris de l'elenc, un segon àudio amb el comentari de Vito Russo, una entrevista que ell feu el 1990, un enllaç amb el Gay and Lesbian Alliance Against Defamation (GLAAD - Lliga Gay i Lèsbica Contra la Difamació), i algunes entrevistes esborrades en l'edició, que acaben esdevenint un segon documental.
Al Brasil, el documental s'estrenà el 2022, com a extra en l'edició de la pel·lícula Victim, del 1961, per la distribuïdora Obres Primeres del Cinema.
El 22 de novembre del 2022, la Sony Pictures Classics estrenà als Estats Units una caixa recopilatòria titulada Sony Pictures Classics: 30th Anniversary Collection 4K (1992-2017), que incloïa 12 pel·lícules en format Blu-ray i duia el documental restaurat en 4k, així com els extres del DVD, també restaurats.

## Pel·lícules discutides i mostrades
- Dickson Experimental Sound Film (1895)
- Algie, the Miner (1912)
- A Florida Enchantment (1914)
- Carlitos no estúdio (1916)
- Manslaughter (1922)
- The Soilers (1923)
- Wings (filme) (1927)
- The Broadway Melody (1929)
- Marrocos (filme) (1930)
- Their First Mistake (1932)
- Call Her Savage (1932)
- Ladies They Talk About (1933)
- Our Betters (1933)
- Dancing Lady (1933)
- Myrt and Marge (1933)
- Queen Christina (1933)
- Wonder Bar (1934)
- Tarzan and His Mate (1934)
- The Gay Divorcee (1934)
- Bride of Frankenstein (1935)
- Top Hat (1935)
- Dracula's Daughter (1936)
- Bringing Up Baby (1938)
- Rebecca (1940)
- The Maltese Falcon (1941)
- The Lost Weekend (1945)
- Gilda (1946)
- Crossfire (1947)
- Rope (1948)
- Red River (1948)
- Young Man with a Horn (1950)
- In a Lonely Place (1950)
- Caged (1950)
- Gentlemen Prefer Blondes (1953)
- Calamity Jane (1953)
- Johnny Guitar (1954)
- Rebel Without a Cause (1955)
- Tea and Sympathy (1956)
- Cat on a Hot Tin Roof (1958)
- Some Like It Hot (1959)
- Pillow Talk (1959)
- Ben-Hur (1959)
- Suddenly, Last Summer (1959)
- Spartacus (1960)
- Boys Beware (1961)
- Victim (1961)
- The Children's Hour (1961)
- Lover Come Back (1961)
- Walk on the Wild Side (1962)
- Advise & Consent (1962)
- The Fox (1967)
- The Detective ([1968)
- The Killing of Sister George (1968)
- The Sergeant (1968)
- Butch Cassidy and the Sundance Kid (1969)
- The Boys in the Band (1970)
- Vanishing Point (1971) (1971)
- Sunday Bloody Sunday (1971)
- Cabaret (1972)
- Thunderbolt and Lightfoot (1974)
- Freebie and The Bean (1974)
- Next Stop, Greenwich Village (1976)
- Car Wash (1976)
- Midnight Express (1978)
- La cage aux folles (filme) (1978)
- The Warriors (1979)
- North Dallas Forty (1979)
- Windows (1980)
- Cruising (1980)
- Fame (1980)
- My Bodyguard (1980)
- The Fan (1981)
- Continental Divide (filme) (1981)
- Personal Best (1982)
- Making Love (1982)
- Victor/Victoria (1982)
- Partners (1982)
- An Officer and a Gentleman (1982)
- Night Shift (1982)
- 48 Hrs. (1982)
- Lianna (1983)
- The Hunger (1983)
- Silkwood (1983)
- Repo Man (1984)
- Another Country (1984)
- Heaven Help Us (1985)
- Teen Wolf (1985)
- Desert Hearts (1985)
- My Beautiful Laundrette (1985)
- The Color Purple (filme) (1985)
- Parting Glances (1986)
- Hairspray (filme) (1988)
- The Chocolate War (1988)
- Torch Song Trilogy (1988)
- Dream a Little Dream (1988)
- Heathers (1989)
- Longtime Companion (1990)
- Wild at Heart (1990)
- Poison (1991)
- The Silence of the Lambs (1991)
- Thelma and Louise (1991)
- The Hours and Times (1991)
- Edward II (1991)
- My Own Private Idaho (1991)
- Fried Green Tomatoes (1991)
- Swoon (1992)
- Basic Instinct (1992)
- Mo' Money (1992)
- The Living End (1992)
- Glengarry Glen Ross (1992)
- The Crying Game (1992)
- The Wedding Banquet (1993)
- Mrs. Doubtfire (1993)
- Philadelphia (filme) (1993)
- The Adventures of Priscilla, Queen of the Desert (1994)
- Go Fish (1994)
- Boys on the Side (1995)